# Угай
Угай, або краснопірка-угай (Pseudaspius) — рід прісноводних і морських риб родини Leuciscidae. Містить п'ять видів, поширених у водах східної Азії.

## Види
- Pseudaspius brandtii (Dybowski, 1872)
- Pseudaspius hakonensis (Günther, 1877)
- Pseudaspius leptocephalus (Pallas, 1776)
- Pseudaspius nakamurai Doi & Shinzawa, 2000
- Pseudaspius sachalinensis (Nikolskii, 1889)